# Thoma I
Thoma I (nascido: Parambil Thoma Kathanar; Kuravilangad, Kottayam, Kerala, Índia, séc. XVII - 25 de abril de 1670, Angamalé), também conhecido como Valiya Mar Thoma (Mar Thoma, o Grande) e Arkkadiyokkon Thoma (Arcediago Thomas) em malaiala e Thomas de Campo em português foi o primeiro bispo metropolitano nativo e popularmente escolhido da Igreja Malankara do séc. XVII. Ele foi o último arquidiácono dos indivisos Cristãos de São Tomé de Malankara.
Após a morte do arquidiácono Jorge da Cruz em 25 de julho de 1640, Parambil Thoma Kathanar foi eleito e entronizado como novo arquidiácono, quando ele tinha menos de 30 anos de idade. Ele conduziu a Igreja ao Juramento da Cruz de Coonan em 3 de janeiro de 1653 e ao cisma subsequente na Igreja Nasrani. Após o Juramento, foi eleito bispo pela Associação Malankara (Yogam) e consagrado como bispo na Igreja St. Mary's Alangad, pela imposição das mãos de 12 sacerdotes em 22 de maio de 1653. No entanto, algumas facções da comunidade, incluindo duas igrejas sulistas de Kaduthuruthy e Udayamperoor se recusaram a reconhecê-lo como bispo.

O arquidiácono começou a exercer poderes de ordem episcopal, embora tentasse abertamente regularizar sua consagração episcopal como bispo com a Igreja de Antioquia. Sua consagração episcopal como bispo foi regularizada no ano de 1665 por Mar Gregorio Abdal Jaleel, delegado patriarcal do Patriarca Ortodoxo siríaco de Antioquia (a data e o lugar exatos deste evento são desconhecidos). Palliveettil Mar Chandy, Kadavil Chandy Kathanar, Vengoor Geevargese Kathanar e Anjilimoottil Ittithomman Kathanar foram os conselheiros do bispo Mar Thoma. 